# يان كولر
يان كولر (بالتشيكية: Jan Koller)‏، من مواليد 30 مارس 1973 في العاصمة براغ في تشيكوسلوفاكيا، لاعب كرة قدم تشيكي.
بدأ مسيرته الكروية مع نادي سبارتا براغ في عام 1994، ولعب معهم حتى عام 1996، وشارك معهم في 29 مباراة وسجل 5 أهداف، وفي عام 1996 انتقل إلى نادي لوكيرين البلجيكي، ولعب معهم حتى عام 1999، وشارك معهم في 97 مباراة وسجل 43 هدف، وفي عام 1999 انتقل إلى نادي آندرلخت البلجيكي، ولعب معهم حتى عام 2001، وشارك معهم في 65 مباراة وسجل 43 هدف، وفي عام 2001 انتقل إلى نادي بروسيا دورتموند الألماني، ولعب معهم حتى عام 2006، وشارك معهم في 137 مباراة وسجل 59 هدف، ومنذ عام 2006 وهو يلعب مع نادي موناكو الفرنسي.
و قد بدأ باللعب مع منتخب التشيك لكرة القدم في عام 1999، وسجل معه أهدافاً في بطولتي كأس أمم أوروبا 2004، و2008 وكأس العالم 2006، ويُعتبر الهداف التاريخي للمنتخب برصيد 55 هدفاً.

## روابط خارجية
- يان كولر على موقع الاتحاد الدولي (مؤرشف)  (الإنجليزية)
- يان كولر على موقع الاتحاد الأوربي (الإنجليزية)
- يان كولر على موقع الاتحاد التشيكي (الإنجليزية)
- يان كولر على موقع قاعدة بيانات كرة القدم.إي يو (الإنجليزية)
- يان كولر على موقع بيانات كرة القدم. دي إي (الألمانية)
- يان كولر على موقع ليكيب (الفرنسية)
- يان كولر على موقع ناشيونال فوتبول تيمز (الإنجليزية)
- يان كولر على موقع Soccerway.com (الإنجليزية)
- يان كولر على موقع عالم كرة القدم.نت (الإنجليزية)
- يان كولر على موقع كووورة